# Escuela de Guardiamarinas de Cartagena
La Escuela de Guardiamarinas es una antigua academia militar destinada a la preparación para el servicio de futuros oficiales de la Armada Española, cuyas instalaciones son hoy destinadas a Servicios Generales de la misma. El edificio se encuentra en la ciudad de Cartagena, sobre las murallas de Carlos III.

## Historia
La idea de construir esta escuela nació en el siglo XVIII, en el contexto de reforma y auge de la Armada Española. En 1776, una real orden mandaba hacer los preparativos para la construcción de sendas academias de guardiamarinas en Cartagena y Ferrol (La Coruña), que se sumaban a la ya existente en Cádiz, y que empezaron a tomar forma con la presentación del proyecto de la escuela cartagenera en 1785 de la mano del arquitecto Juan de Villanueva, llevándose a cabo su construcción entre 1789 y 1810 bajo el estilo neoclásico. Sin embargo, en las obras también prestaron servicio otros arquitectos o ingenieros como Simón Ferrer y Burgos, Simón Torres y José Polo Pavía. El 8 de septiembre de 1810 fue ocupado el inmueble por los guardiamarinas, que hasta entonces habían tenido su academia-cuartel en la Plaza de San Agustín, en las cercanías del Arsenal.
A pesar de que para entonces había transcurrido poco tiempo desde su edificación, en 1824 fue clausurada la Escuela de Guardiamarinas de Cartagena, junto a la de Ferrol, con objeto de unificar la formación de cadetes en la isla de León (San Fernando, Cádiz), en lo que acabaría siendo la Escuela Naval Militar, que permanecería en Cádiz hasta ser trasladada a Marín (Pontevedra) durante la dictadura de Francisco Franco.
Tras la pérdida de sus funciones de adiestramiento, la Escuela fue reutilizada para albergar la sede de Intendencia de Marina hasta acabar destinada en la actualidad a Servicios Generales de la Armada.